# محمد سیف‌زاده
سید محمد سیف‌زاده (متولد ۱۳۲۷ در قم) وکیل، از مؤسسان کانون مدافعان حقوق بشر، زندانی سیاسی و فعال حقوق بشر است.
او برادر حسین سیف‌زاده است.

## فعالیتها
کانون مدافعان حقوق بشر، در سال ۱۳۸۰ توسط شیرین عبادی، محمد علی دادخواه، محمد سیف زاده، محمد شریف و عبدالفتاح سلطانی از وکلای دادگستری در ایران تشکیل شد.

## زندان پس از انتخابات ریاست جمهوری دهم
او از جمله معترضین به نتایج انتخابات ریاست جمهوری (۱۳۸۸) و وکلای زندانیان سیاسی پس از انتخابات بود. وی در اردیبهشت ماه ۱۳۹۰ در ارومیه دستگیر شد. سیف‌زاده از سوی شعبه ۱۵ دادگاه انقلاب اسلامی به ریاست قاضی صلواتی، با اتهامات «تأسیس کانون مدفعان حقوق بشر» و «فعالیت تبلیغی علیه نظام» به ۹ سال حبس و ۱۰ سال محرومیت از حرفه وکالت محکوم شد. در تیرماه ۱۳۹۰ طبق حکم شعبه ۵۴ دادگاه تجدید نظر استان تهران، رای صادره را به ۲ سال حبس تقلیل داد.
کمپین بین‌المللی حقوق بشر ایران، با کلیک صدور بیانیه ای خواهان آزادی فوری محمد سیف زاده شد.
او در ماه اوت ۲۰۱۱ در نامه‌ای به محمد خاتمی از «نقض گسترده حقوق قضایی در نظام دادگستری ایران» گفته و هشدار داده بود که «هیچ راهی جز انحلال و برچیدن این مراجع غیرقانونی و اصلاح ساختاری قوه قضائیه وجود ندارد.»
محمد سیف زاده به بند ۳۵۰ زندان اوین منتقل شد و از جمله ۶۴ زندان سیاسی است که در نامه‌ای بر بدرفتاری مأموران با هدی صابر، فعال ملی مذهبی پیش از مرگش در زندان شهادت داده بودند.
به گفته شیرین عبادی، حکم دو سال زندان سیف زاده مربوط به اتهام شرکت در تشکیل کانون مدافعان حقوق بشر است و پرونده مربوط به اتهام خروج غیرقانونی از کشور همچنان باز است.
عبادی دربارهٔ حکم زندان او گفت: «به عبارتی گناه آقای سیف زاده این است که برای پیش بردن حقوق بشر در ایران فعالیت کرده‌است.»
شیرین عبادی همچنین با «غیرقانونی» خواندن حکم صادر شده، تأکید کرد کانون مدافعان حقوق بشر به‌طور قانونی و با تأیید وزارت کشور تشکیل شده‌است.
به گفته شیرین عبادی، پس از انتخاب محمود احمدی‌نژاد به ریاست جمهوری ایران، این سازمان غیردولتی را تعطیل کردند و شکایت مدیران آن به دادگاه انقلاب هم هیچ نتیجه ای نداشته‌است.
فاطمه گلزار، همسر محمد سیف زاده در خصوص اتهام‌های وارده به همسرش گفت: «چند روز پس از اولین نامه‌ای که سیف زاده خطاب به محمد خاتمی نوشت به دادسرای اوین احضار شد، چیزی حدود سه ماه پیش بود. قاضی در ابتدا گفت که اتهام او فعالیت تبلیغی علیه نظام است و قرار کفالت برای او تعیین کرد اما بعد که امضا بیانیه‌ها هم اضافه شد ظاهراً اتهامش را به تبانی و اجتماع علیه امنیت ملی تغییر داده‌اند و قرار کفالت هم به وثیقه ۲۰۰ میلیونی تبدیل شده‌است. اما ما همه اینها را شنیدیم. نه به آقای سیف زاده و نه به من که کفیل ایشان هستم نگفتند که حکم تغییر کرده و قرار کفالت هم به وثیقه تبدیل شده‌است. می‌دانید که اصلاً پرونده متهم را برای مطالعه در اختیار ما نمی‌گذارند.»
محمد سیف زاده در دی ماه ۱۳۹۰ اعلام کرد: «دادگاه انقلاب اسلامی را از اساس غیرقانونی دانسته و به دلیل نبود هیئت منصفه و علنی نبودن دادگاه آن را نامشروع و به دلیل دخالت مقامات اطلاعاتی درروند رسیدگی قضایی، آن را عادلانه نمی‌داند.» او، خواستار اعاده اموال توقیفی خود از سوی وزارت اطلاعات شد.

## مخالفت با نظام جمهوری اسلامی
او از جمله ۱۵ فعال سیاسی و مدنی بود که در بهمن ۱۳۹۶ با تأکید بر «اصلاح‌ناپذیری» نظام جمهوری اسلامی ایران خواستار برگزاری همه‌پرسی تحت نظارت سازمان ملل متحد برای «گذار مسالمت‌آمیز» از حکومت فعلی «به یک دموکراسی سکولار پارلمانی» شد.